# Paulin Dvor
Paulin Dvor (srp. ćir. Паулин Двор), je selo u Hrvatskoj. Nalazi se u Osječko-baranjskoj županiji, u općini Šodolovci.

## Zemljopis
Nalazi se 10 km južno od Osijeka. 2 km je zapadno od Ernestinova, s kojim je povezan cestom. Antunovac je udaljen 5 km, a Ivanovac 2 km.

## Stanovništvo
Prema popisu stanovništva iz 2001. godine naselje je imalo 55 stanovnika.
2011. prema popisu stanovništva naselje je imalo 76 stanovnika.
| broj stanovnika |       |       |       |       | 89    | 80    | 182   | 295   | 481   | 409   | 416   | 206   | 177   | 168   | 55    | 76    | 71    |
|                 | 1857. | 1869. | 1880. | 1890. | 1900. | 1910. | 1921. | 1931. | 1948. | 1953. | 1961. | 1971. | 1981. | 1991. | 2001. | 2011. | 2021. |

## Promet
Nalazi se na pola puta između željezničkih pruga. Istočno se nalazi Osijek – Antunovac – Ernestinovo – Vinkovci, a zapadno je pruga Osijek – Čepin – Đakovo. Cestom se do Paulina Dvora s istoka dolazi cestovnim odvojkom iz Ernestinova.

## Povijest

### Domovinski rat
Paulin Dvor je u ranom razdoblju Domovinskog rata bio okupiran. Nakon žestokih borbi, velikosrpske postrojbe su ga zauzele 16. prosinca 1991., 11 dana nakon što su okupirale Antunovac, a skoro pola godine otkad su (u lipnju) u osječkoj neposrednoj okolici, u Bijelom Brdu, Tenji i Markušici uspostavljene terorističke baze velikosrpskih ekstremista, odakle su isti napadali Osijek (još 29. lipnja 1991. je bio žestoko napadnut[Pješačkim napadom valjda, topnički su bili cijelog rata.] iz Tenje) i kontrolirali prugu i cestu Osijek – Vinkovci (iz Markušice). 
11. i 12. prosinca 1991. neki pripadnici 130. brigade Hrvatske vojske su u Paulin Dvoru i njegovoj okolici ubili 18 civila, deset muškaraca i osam žena, starosti od 41 do 85 godina (sedamnaest Srba i jednog Mađara). Za zločin je osuđene su dvije osoba na višegodišnju zatvorsku kaznu. Ovo se zbilo u višemjesečnoj tjeskobnoj atmosferi neprestanog granatiranja koje je počelo još 29. lipnja iz Tenje koju su držali pobunjeni Srbi i JNA. JNA i pobunjeni Srbi granatirali su grad i iz inih iz okupiranih naselja. 5. srpnja 1991. dužnosnici Srbije i JNA (Milošević - Jović - Kadijević) dogovorili su razmještaj postrojba JNA u Hrvatskoj na područja koja su Srbi željeli izdvojiti iz Hrvatske, ako već ne uspiju zauzeti cijelu Hrvatsku. Osijek se našao na planskoj ruti udara na Hrvatsku i odsijecanja dijelova Hrvatske: "Glavne snage koncentrirati na liniji: Karlovac - Plitvice na zapadu; Baranja, Osijek, Vinovci - Sava na istoku i Neretva na jugu. Na taj način pokriti sve teritorije gde žive Srbi do potpunog raspleta". I kad su te dane (5. – 6. srpnja) hrvatski MUP i ZNG potisnuli četnike iz Stare Tenje, JNA, neusporedivo moćnija od hrv. snaga, otvoreno se je stavila na stranu pobunjenih Srba, napadom na Osijek. 19. kolovoza zrakoplovi JNA bombardirali su Osijek, dvije su žene stradale smrtno, pogođena je osječka katedrala i industrijski pogoni. 21. kolovoza JNA snažno topnički napale Osijek i okolna sela, ranivši mnoštvo civila. Vođa srpskih terorista Željko Ražnatović zahtijevao je predaju grada u roku od 24 sata. 3. rujna srpske su snage zauzele Bilje. Istog su dana unatoč potpisane obustave paljbe, srpske snage topnički napale Osijek, ubivši 14, a ranivši 28 osoba. 6. rujna u napadu JNA je oštetila crkvu sv. Petra u Osijeku. 10. rujna topničkim napadom JNA pogođen dječji vrtić i franjevački samostan. 15. rujna srpske paravojne snage topnički su napale osječku bolnicu i ubile pritom 4 osobe. 16. rujna hrvatski su branitelji u Osijeku uništili 10 tenkova JNA, koja je cijeli dan neprekidno napadala osječku bolnicu. Tog se dana predao Dom JNA u Osijeku hrvatstkim snagama. Tijekom rujna JNA je nagomilala oklopno-mehanizirane snage u osječkim predgrađima te u Baranji, tako da se mogao očekivati oubhvatni napad na Osijek sa sjeverne strane. Rujna je JNA izvodila koordinirani udar radi izvlačenja 12. pmbr koja je bila okružena u vojarni u Osijeku. Hrv. su snage pokušale olakšati pritisak na grad manjom napadnom akcijom. 16. rujna na Tenjskoj je cesti JNA srušila nadvožnjak, a tenkovi s poligona "C" pucali su na Brijest, Reftalu i Dinaru. 17. rujna ZNG zauzeo je borbama poligon C i ine vojarne, no iz svih je tih objekata JNA izvukla kompletno oružje, koje je poslije rabila u napadu na Vukovar. ZNG je napustio položaje u Sarvašu.
Opasnost pješačko-tenkovskog napada dugo je visila Osijeku kao mač nad glavom. Vukovar je nakon dugotrajne opsade pao 18. studenoga, vijesti o padanju hrvatskih naselja stizale su odosvuda, a neprijatelj se primicao gradu. Dana 5. prosinca pao je Antunovac. Istog su dana snage JNA i četnici, nakon strahovite topničke pripreme, krenuli u konačno osvajanja grada Osijeka općim oklopno-pješačkim napadom, a hrvatske su snage uz velike žrtve u bitci na šumi Rosinjači na južnom prilazu gradu malim postrojbama zaustavile udar. JNA i pobunjeni Srbi okupirali su Paulin Dvor 16. prosinca 1991. Prosinačkih su dana hrvatske snage uspjele olakšati pritisak na Osijek sa sjeverne strane, oslobađanjem 30 km2 u Baranji napraviti mostobran za buduće vojnooslobodilačke akcije.

## Šport
Od 1968. godine postojao je nogometni klub NK Dejan Bekić Paulin Dvor koji je dobio ime po rano preminulom igraču Crvene zvezde Dejanu Bekiću